# Чемпионат мира по лёгкой атлетике 2019 — семиборье (женщины)
Соревнования по семиборью у женщин на чемпионате мира по лёгкой атлетике 2019 года прошли 2 и 3 октября в Дохе (Катар) на стадионе «Халифа».
Действующей чемпионкой мира в семиборье являлась Нафиссату Тиам из Бельгии.

## Медалисты
| Золото                                  | Серебро                | Бронза                 |
| Катарина Джонсон-Томпсон Великобритания | Нафиссату Тиам Бельгия | Верена Прайнер Австрия |

## Рекорды
До начала соревнований действующими были следующие рекорды.
| Мировой рекорд                 | Джекки Джойнер-Керси США | 7291 очко  | Сеул, Южная Корея | 24 сентября 1988 |
| Рекорд чемпионатов мира        | Джекки Джойнер-Керси США | 7128 очков | Рим, Италия       | 1 сентября 1987  |
| Лучший результат сезона в мире | Нафиссату Тиам Бельгия   | 6819 очков | Таланс, Франция   | 23 июня 2019     |

## Отбор на чемпионат мира
Отборочный норматив — 6300 очков. Для участия в чемпионате мира спортсменки должны были выполнить его в период с 7 марта 2018 года по 6 сентября 2019 года. Плановое количество участников, установленное ИААФ в этом виде — 24. В случае, если к концу квалификационного периода норматив показало меньшее количество атлетов, международная федерация добирала их до нужного числа на основании показанных результатов.
Специальное приглашение (wild card) вне национальной квоты получили:
- Нафиссату Тиам — как действующая чемпионка мира
- Энни Кунц — как текущий лидер общего зачёта IAAF Combined Events Challenge 2019 года

## Расписание
| Дата           | Время | Раунд соревнований |
| -------------- | ----- | ------------------ |
| 2 октября 2019 | 17:05 | 100 м с барьерами  |
| 2 октября 2019 | 18:15 | Прыжок в высоту    |
| 2 октября 2019 | 20:30 | Толкание ядра      |
| 2 октября 2019 | 21:50 | 200 м              |
| 3 октября 2019 | 18:15 | Прыжок в длину     |
| 3 октября 2019 | 20:10 | Метание копья      |
| 4 октября 2019 | 00:05 | 800 м              |

Время местное (UTC+3:00)

## Результаты
Обозначения: WR — Мировой рекорд | AR — Рекорд континента | CR — Рекорд чемпионатов мира | NR — Национальный рекорд | WL — Лучший результат сезона в мире | PB — Личный рекорд | SB — Лучший результат в сезоне | DNS — Не стартовала | DNF — Не финишировала | NM — Без результата | DQ — Дисквалифицирована

На старт вышли 20 многоборок из 12 стран. Как и годом ранее на чемпионате Европы, основная борьба за титул развернулась между действующей чемпионкой Нафиссату Тиам и британкой Катариной Джонсон-Томпсон.
Соревнования начались с выдающегося результата американки Кенделл Уильямс в беге на 100 метров с барьерами. Она улучшила личный рекорд на 0,24 секунды, показав время 12,58 — быстрее в истории семиборья эту дистанцию бежала лишь олимпийская чемпионка 2012 года Джессика Эннис-Хилл (12,54). С таким результатом Уильямс могла занять в Дохе пятое место в финале барьерного спринта. В семиборье же он позволил американке до заключительного вида сохранять шансы на медаль.
Джонсон-Томпсон и Тиам ожидаемо возглавили общий зачёт после второго вида, прыжка в высоту, который для обеих всегда складывался успешно. В Дохе они взяли одинаковую высоту — 1,95 м. После толкания ядра бельгийская легкоатлетка вышла в лидеры, но на 200 метров значительно быстрее оказалась британка (23,08 против 24,60), которая и закончила первый день на вершине общего зачёта.
Второй день прошёл полностью по сценарию Джонсон-Томпсон: она показала свой лучший результат в прыжке в длину в рамках семиборья (6,77 м), в то время как Тиам довольствовалась попыткой на 6,40 м. Следом британка обновила личный рекорд в слабом для себя метании копья (43,93 м). Её соперница имела шанс выйти в лидеры, но при лучшем результате в карьере 59,32 м показала только 48,04 м. Таким образом, перед бегом на 800 метров Джонсон-Томпсон опережала Тиам на 137 очков. С учётом заметной разницы в классе между спортсменками в заключительном виде, судьба чемпионства была фактически решена до его старта. На дистанции 800 метров Джонсон-Томпсон боролась за итоговый результат. Она выиграла забег с временем 2.07,26, благодаря чему набрала 12-ю сумму очков в истории лёгкой атлетики (больше неё набирали лишь 5 семиборок) и установила новый рекорд Великобритании — 6981 очко. Ей удалось нанести первое поражение Тиам в семиборье, начиная с мая 2016 года. Отрыв между золотым и серебряным призёрами (304 очка) стал самым крупным в истории чемпионатов мира.
Борьбу за бронзу вели сразу 5 участниц. После метания копья на третье место впервые забралась Верена Прайнер из Австрии, после чего удержала призовую позицию в беге на 800 метров, уступив в нём лишь чемпионке Джонсон-Томпсон.

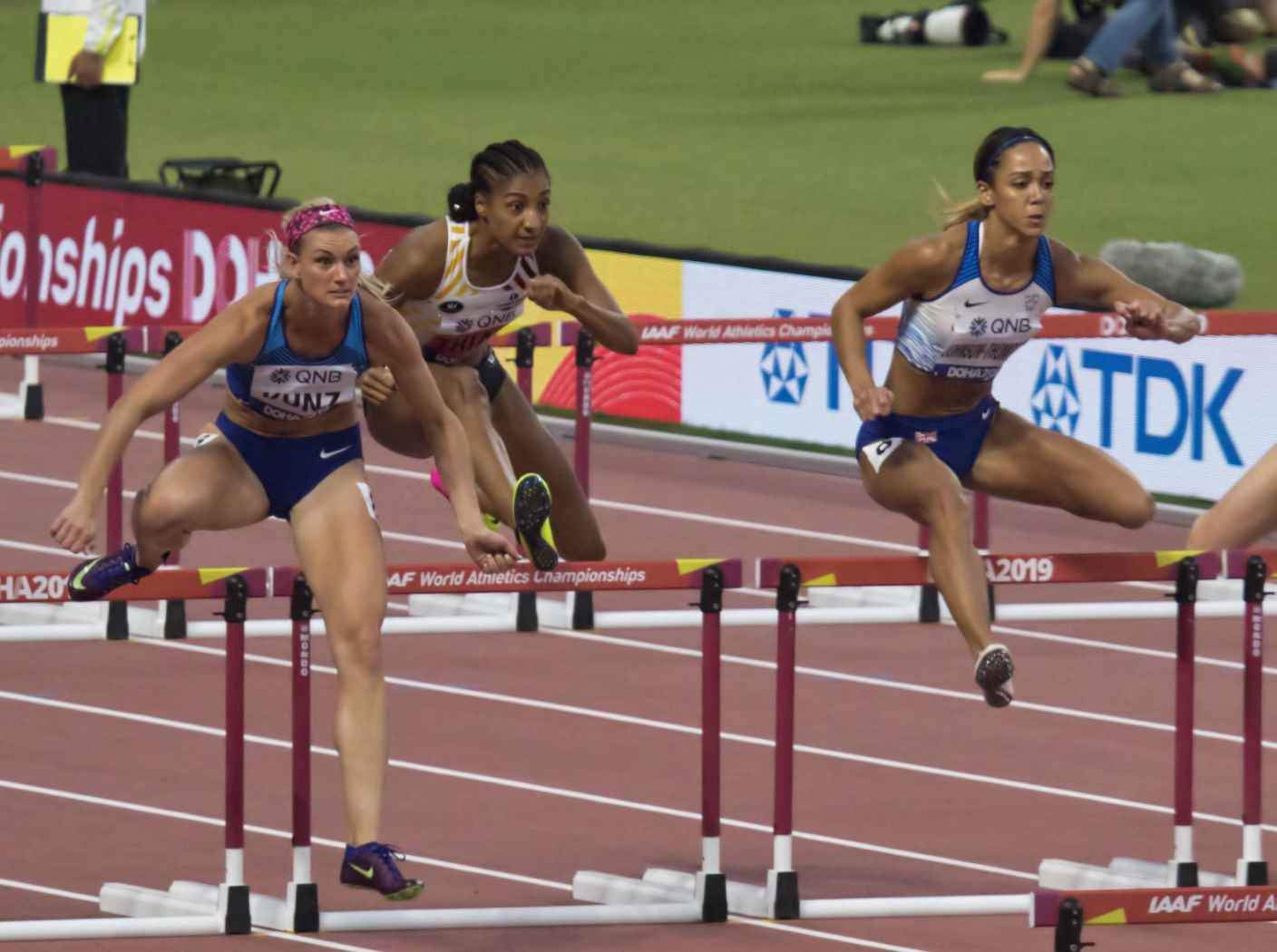
Бег на 100 метров с барьерами (слева направо): Кунц, Тиам, Джонсон-Томпсон
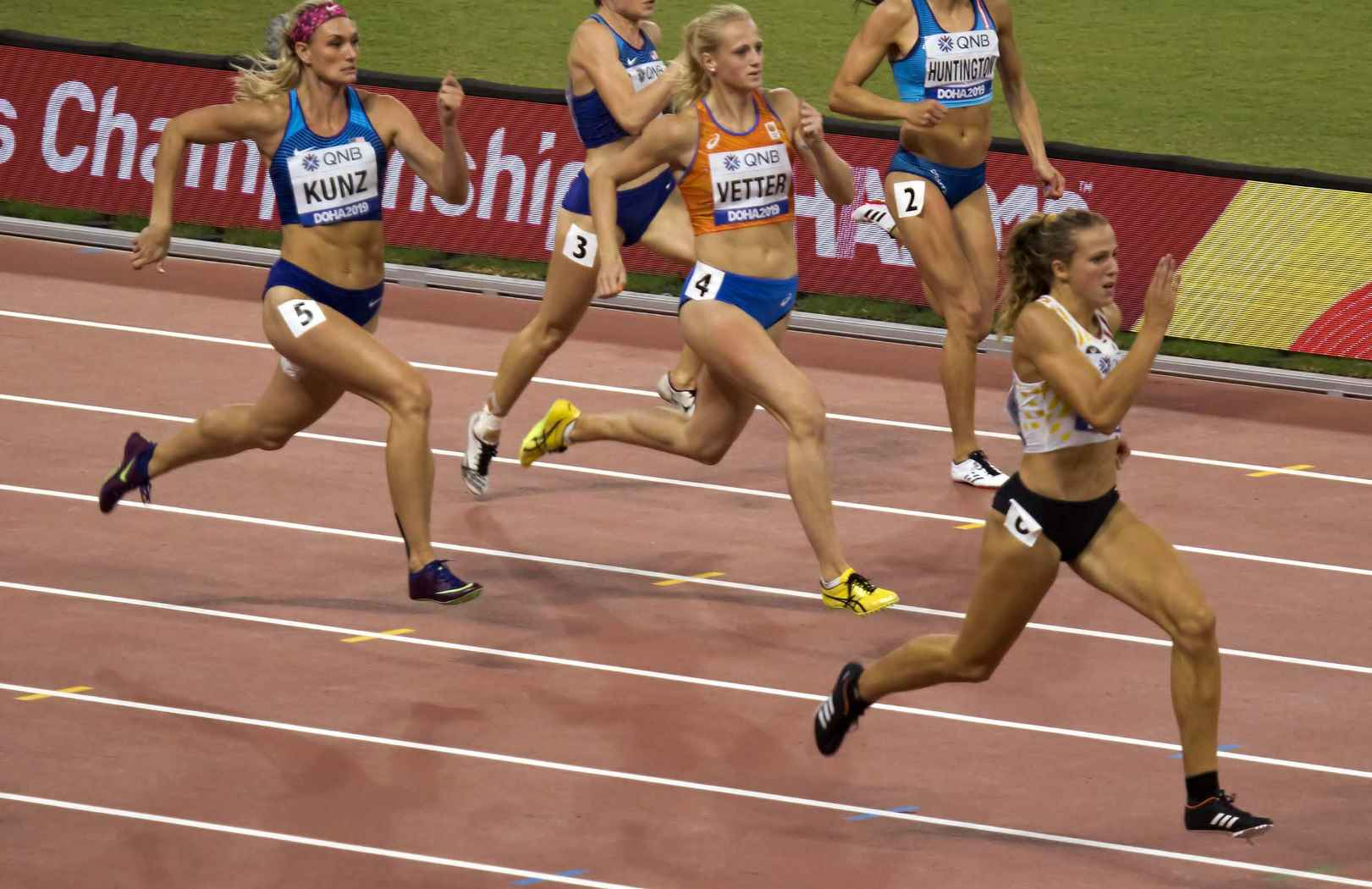
Бег на 200 метров
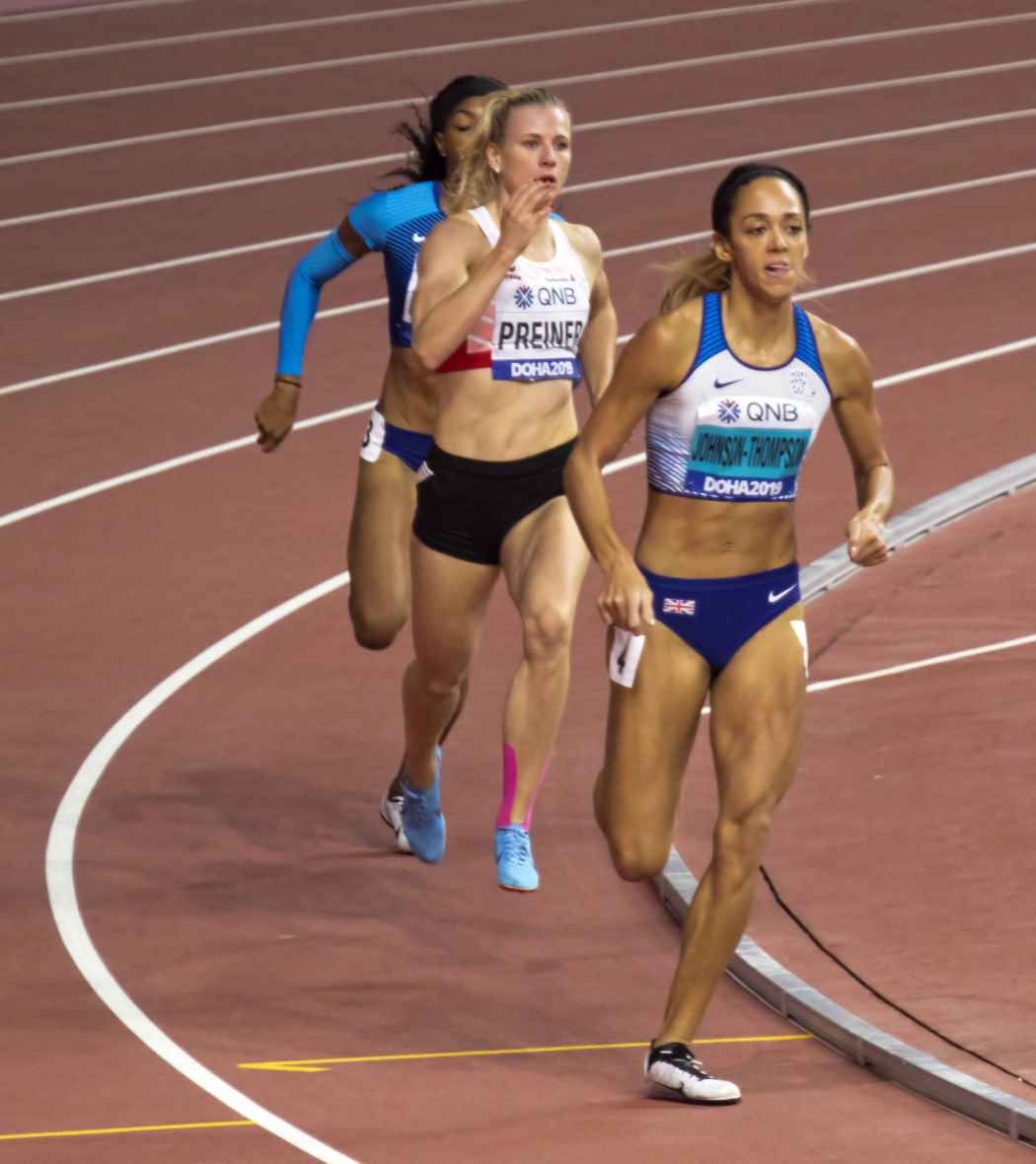
Катарина Джонсон-Томпсон лидирует в забеге на 800 метров

| Место | Спортсмен                | Гражданство    | 100 м с/б | высота | ядро    | 200 м   | длина  | копьё   | 800 м     | Очки | Примечания |
| ----- | ------------------------ | -------------- | --------- | ------ | ------- | ------- | ------ | ------- | --------- | ---- | ---------- |
| 1     | Катарина Джонсон-Томпсон | Великобритания | 13,09     | 1,95 м | 13,86 м | 23,08   | 6,77 м | 43,93 м | 2:07.26   | 6981 | WL, NR     |
| 2     | Нафиссату Тиам           | Бельгия        | 13,36     | 1,95 м | 15,22 м | 24,60   | 6,40 м | 48,04 м | 2:18.93   | 6677 |            |
| 3     | Верена Прайнер           | Австрия        | 13,25     | 1,77 м | 14,21 м | 23,96   | 6,36 м | 46,68 м | 2:08.88   | 6560 |            |
| 4     | Эрика Бугард             | США            | 13,01     | 1,86 м | 12,36 м | 23,89   | 6,21 м | 43,48 м | 2:09.74   | 6470 |            |
| 5     | Кенделл Уильямс          | США            | 12,58     | 1,77 м | 12,71 м | 23,62   | 6,28 м | 45,12 м | 2:17.54   | 6415 |            |
| 6     | Надин Брурсен            | Нидерланды     | 13,61     | 1,83 м | 14,75 м | 25,28   | 6,22 м | 50,41 м | 2:18.01   | 6392 | SB         |
| 7     | Эмма Остервегел          | Нидерланды     | 13,65     | 1,77 м | 13,70 м | 25,10   | 5,87 м | 54,01 м | 2:15.86   | 6250 | PB         |
| 8     | Одиль Ауанвану           | Бенин          | 13,45     | 1,77 м | 14,13 м | 24,05   | 6,00 м | 46,74 м | 2:22.89   | 6210 | NR         |
| 9     | Жеральдин Рукштуль       | Швейцария      | 13,84     | 1,71 м | 14,28 м | 25,21   | 5,73 м | 55,35 м | 2:16.02   | 6159 |            |
| 10    | Екатерина Воронина       | Узбекистан     | 14,64     | 1,80 м | 13,66 м | 25,03   | 5,83 м | 51,60 м | 2:15.40   | 6099 |            |
| 11    | Ханне Мауденс            | Бельгия        | 13,90     | 1,71 м | 13,12 м | 23,81   | 6,41 м | 36,22 м | 2:12.98   | 6088 |            |
| 12    | Чери Хоукинс             | США            | 13,23     | 1,77 м | 13,59 м | 24,81   | 5,95 м | 40,07 м | 2:16.78   | 6073 |            |
| 13    | Энни Кунц                | США            | 13,27     | 1,80 м | 14,58 м | 24,37   | 5,95 м | 35,36 м | 2:20.68   | 6067 |            |
| 14    | Солен Ндама              | Франция        | 12,90     | 1,71 м | 13,68 м | 24,34   | 5,98 м | 37,62 м | 2:18.75   | 6034 |            |
| 15    | Нор Видтс                | Бельгия        | 13,58     | 1,77 м | 13,55 м | 24,46   | 6,11 м | 33,58 м | 2:15.94   | 5989 |            |
| 16    | Катержина Цахова         | Чехия          | 13,47     | 1,74 м | 12,58 м | 24,95   | 5,79 м | 46,11 м | 2:16.85   | 5987 |            |
| 17 !  | Анук Веттер              | Нидерланды     | 13,55     | 1,74 м | 14,10 м | 24,43   | 6,20 м | 54,17 м | DNS       | DNF  |            |
| 18 !  | Марте Коала              | Буркина-Фасо   | 13,05     | 1,74 м | 13,28 м | 24,29   | 6,44 м | 37,59 м | DNS       | DNF  |            |
| 19 !  | Мария Хантингтон         | Финляндия      | 13,32     | 1,83 м | 12,21 м | 24,72   | DNS    | 0 !     | 3:00.00 ! | DNF  |            |
| 20 !  | Ивона Дадич              | Австрия        | DQ        | DNS    | 0 !     | 30,00 ! | 0 !    | 0 !     | 3:00.00 ! | DNF  |            |